# جوزيبي مارتينيلي
جوزيبي مارتينيلي (بالإيطالية: Giuseppe Martinelli)‏ مواليد 11 مارس 1955 في إيطاليا، هو دراج إيطالي سابق في صنف سباق الدراجات على الطريق. سبق أن شارك في دورة الألعاب الأولمبية الصيفية وفاز بميدالية أولمبية.

## سجل النتائج

### سباقات أو مراحل فاز بها
- طواف إسبانيا
- طواف إيطاليا

## الميداليات
| الميدالية | المسابقة                       |
| --------- | ------------------------------ |
| فضية      | الألعاب الأولمبية الصيفية 1976 |

## روابط خارجية
- جوزيبي مارتينيلي على موقع أرشيف الدراجات (الإنجليزية)
- جوزيبي مارتينيلي على موقع إحصائيات الدراجات الإحترافية (الإنجليزية)
- جوزيبي مارتينيلي على موقع CycleBase (الإنجليزية)
- جوزيبي مارتينيلي على موقع أوليمبيديا (الإنجليزية)
- جوزيبي مارتينيلي على موقع اللجنة الأولمبية الإيطالية (الإيطالية)